# Albert Heydemann
Albert Heydemann, vollständiger Name Albert Gustav Heydemann (* 9. September 1808 in Berlin; † 20. November 1877 in Stettin) war ein deutscher Klassischer Philologe und Gymnasialdirektor.

## Leben
Heydemann wurde als Sohn des Berliner jüdischen Kaufmanns Abraham Heydemann (später Adolph Friedrich Heydemann, 1773–1848) und der Caroline, geb. Bahn, geboren. Sein älterer Bruder Ludwig Eduard Heydemann wurde Jurist und Universitätsprofessor. Albert Heydemann besuchte das Joachimsthalsche Gymnasium und studierte dann an der Friedrich-Wilhelms-Universität zu Berlin. Unter dem Einfluss von Johann Gustav Droysen entschied er sich gegen die akademische Laufbahn und für den Schuldienst.
Sein Probejahr als Gymnasiallehrer absolvierte Heydemann 1829/30 am Vereinigten Königlichen und Stadt-Gymnasium in Stettin. 1830 wurde er Gymnasiallehrer am Friedrich-Wilhelms-Gymnasium in Berlin. Hier wurde er 1834 Oberlehrer und 1843 Professor (Gymnasialprofessor). 1847 gründete er gemeinsam mit Julius Mützell die Zeitschrift für das Gymnasialwesen. Er erteilte dem jungen Prinzen Friedrich Wilhelm, dem späteren Kaiser Friedrich III., Geschichtsunterricht.
1850 wurde Heydemann Direktor des Friedrich-Wilhelms-Gymnasiums in Posen. Dort fand er, nach den vorangegangenen politischen Unruhen, schwierige Verhältnisse vor. Doch gelang es ihm – so Gottfried von Bülow in der ADB – „durch humane, milde Behandlung eine durchgreifende Änderung mit dem bestem Erfolge zu bewerkstelligen“. 1855 wurde er in Posen zum Stadtverordneten gewählt.
1856 wechselte Heydemann als Direktor an das Vereinigte Königliche und Stadt-Gymnasium in Stettin, wo er 1829/1830 sein Probejahr absolviert hatte. In seine Zeit fiel die 1869 erfolgte Aufteilung der Schule in das Stadtgymnasium einerseits und das von ihm geleitete Marienstiftsgymnasium andererseits. Er blieb Gymnasialdirektor bis zu seinem Tod im Jahre 1877.
Albert Heydemann war ein engagierter evangelischer Christ. Er war in Stettin langjähriges Mitglied des Gemeindekirchenrates der Schloßgemeinde und 1874 Mitglied der pommerschen Provinzialsynode. Zweimal wöchentlich hielt er Schulandachten.
Heydemann wurde 1875 Ehrendoktor der Universität Greifswald und war Träger des Roten Adlerordens IV. Klasse.

## Schriften
- Die Kategorien des Aristoteles. Berlin 1835 (Online).